# Leptonemertes chalicophora
Leptonemertes chalicophora – gatunek wstężnic z gromady Enopla.

## Opis
Ich długość to ok. 12 mm, a szerokość 2-3 mm. Są mlecznobiałego koloru, a część przednia ma kolor czerwonawy. Ich głowa zbytnio się nie wyróżnia od reszty ciała. Posiadają 2 pary oczu. Tylne są mniejsze.

## Występowanie
Stwierdzono obecność Leptonemertes chalicophora na terenach Hiszpanii i Portugalii, jak np. Azory, Madera, Wyspy Kanaryjskie, Katalonia, czy Galicja Występuje także w Niemczech i niektórych krajach sąsiadujących, także na terenie Polski.